# Statens haverikommission
Statens haverikommission (SHK) är en svensk statlig förvaltningsmyndighet som genomför undersökningar av allvarliga olyckor, bland annat luftfarts- och sjöolyckor, och samarbetar med berörda säkerhetsmyndigheter i deras olycksförebyggande verksamhet. Myndigheten, som upprättades den 1 juli 1978, sorterar under Försvarsdepartementet.

## Undersökning av luftfartsolyckor
Till att börja med utredde SHK endast vissa allvarliga olyckor och tillbud inom civil och militär flygverksamhet. Från och med den 10 mars 1982 fick SHK ansvaret att utreda samtliga luftfartsolyckor och allvarliga tillbud som inträffat i Sverige med svenska eller utländska luftfartyg. Normalt utreds haverier med svenskregistrerade luftfartyg som inträffat utomlands av den motsvarande utländska myndigheten enligt särskild överenskommelse.
Alla stater som är medlemmar i Internationella civila luftfartsorganisationen är skyldiga att utreda alla allvarliga haverier med luftfartyg på eget register. Utredarna använder i allt väsentligt samma terminologi och följer i huvudsak samma utredningsprocedur, varigenom haveridata mellan olika nationer blir jämförbara så gott det är praktiskt möjligt. Detta säkerställs bland annat genom internationella kurser för haveriutredare.
Mest känd av övriga staters haverikommissioner är National Transportation Safety Board (NTSB) i USA.

## Undersökning av andra olyckor
Fr.o.m. den 1 juli 1990 utsträcktes SHK:s utredningsansvar till att omfatta alla allvarliga olyckor och tillbud enligt lagen (1990:712) om utredning av olyckor.
Som exempel på andra allvarliga olyckor som utretts av SHK kan nämnas:
- Olycka med karusell på Midälvaplan i Sundsvall som inträffade den 14 april 2001[3]
- Ystadraset, ett husras på Aulingatan i Ystad som inträffade den 25 maj 2012[4][5]
- Kollaps av vindkraftverk i Lemnhult, Vetlanda kommun den 24 december 2015[6]
- Dödsolyckan på berg- och dalbanan Jetline på Gröna Lund i Stockholm den 25 juni 2023.[7]

## Generaldirektörer
| Namn                            | Period                         |
| ------------------------------- | ------------------------------ |
| Göran Steen                     | 1 juli 1978–30 juni 1987       |
| Olof Forssberg                  | 1 juli 1987–29 maj 1997        |
| S-E Sigfridsson (tillförordnad) | 30 maj–8 juni 1997             |
| Ann-Louise Eksborg              | 9 juni 1997–6 januari 2002     |
| Lena Svenaeus                   | 7 januari 2002–31 januari 2004 |
| Carin Hellner (tillförordnad)   | 1 februari 2004–31 maj 2004    |
| Åsa Kastman Heuman              | 1 april 2004–17 april 2011     |
| Hans Ytterberg                  | 18 april 2011–30 april 2020    |
| John Ahlberk                    | 1 maj 2020–2 mars 2025         |
| Jonas Bäckstrand (vikarierande) | 3 mars 2025–                   |

Källa

## Statens haverikommissions uppgifter i krig
Statens haverikommission (SHK) är en statlig myndighet med uppdrag att utreda allvarliga civila och militära olyckor samt tillbud. Deras arbete syftar till att identifiera orsakerna bakom sådana händelser och ge rekommendationer för att förhindra liknande incidenter i framtiden. Under krig eller höjd beredskap förväntas SHK fortsätta sina utredningar av olyckor och tillbud inom både civila och militära områden. Deras arbete är avgörande för att upprätthålla säkerheten och effektiviteten i totalförsvaret genom att snabbt identifiera och analysera orsakerna till incidenter som kan påverka samhällets funktioner.
Regeringen har beslutat att förstärka SHK:s förmåga att utreda olyckor. I regleringsbrevet till SHK för 2025 tillförs myndigheten 12 miljoner kronor i anslagsökning.
Även om specifik information om SHK:s roll under krigstid är begränsad, indikerar deras breda mandat att de skulle fortsätta sina utredningar för att stödja både civila och militära operationer. Detta inkluderar att ge rekommendationer för att förbättra säkerheten och minska risken för framtida olyckor, vilket är särskilt viktigt under krig eller andra krissituationer.